# Linia kolejowa Messina – Siracusa
Linia kolejowa Mesyna-Syrakuzy – jedna z dwóch głównych linii kolejowych Sycylii, łącząca Mesyną przez Katanię z Syrakuzami. Ma 182 km długości i jest zelektryfikowana napięciem 3000 V prądu stałego.